# Дискография Three Days Grace

## Студийные альбомы
| Год  | Альбом                                                                             | Позиции | Позиции | Позиции | Позиции | Позиции | Позиции | Сертификация                     |
| Год  | Альбом                                                                             | CAN     | US      | US Rock | US Heat | AUS     | NZ      | Сертификация                     |
| ---- | ---------------------------------------------------------------------------------- | ------- | ------- | ------- | ------- | ------- | ------- | -------------------------------- |
| 2003 | Three Days Grace - Первый студийный альбом - Релиз: 22 июля 2003 - Лейбл: Jive     | 9       | 69      | —       | 1       | 47      | 21      | - : Платиновый - : Платиновый    |
| 2006 | One-X - Второй студийный альбом - Релиз: 13 июня 2006 - Лейбл: Jive                | 2       | 5       | 2       | —       | —       | —       | - : 2× Платиновый - : Платиновый |
| 2009 | Life Starts Now - Третий студийный альбом - Релиз: 22 сентября 2009 - Лейбл: Jive  | 2       | 3       | 2       | —       | 77      | —       | - : Платиновый - : Золотой       |
| 2012 | Transit of Venus - Четвёртый студийный альбом - Релиз: 2 октября 2012 - Лейбл: RCA | 4       | 5       | 3       | —       | —       | —       | —                                |
| 2015 | Human - Пятый студийный альбом - Релиз: 31 марта 2015 - Лейбл: RCA                 | —       | —       | —       | —       | —       | —       | —                                |
| 2018 | Outsider - Шестой студийный альбом - Релиз: 9 марта 2018 - Лейбл: RCA              | —       | —       | —       | —       | —       | —       | —                                |
| 2022 | Explosions - Седьмой студийный альбом - Релиз: 6 мая 2022 - Лейбл: RCA             | —       | —       | —       | —       | —       | —       | —                                |

## Демо
| Year | Альбом                                            |
| ---- | ------------------------------------------------- |
| 2000 | Three Days Grace Demo - Релиз: 2000 - Лейбл: Jive |

## Синглы
| Год  | Название                        | Позиции | Позиции | Позиции | Позиции | Позиции | Позиции | Позиции | Позиции | RIAA | CRIA     | Альбом           |
| Год  | Название                        | US      | US Main | US Alt  | US Rock | US Pop  | CAN     | AUS     | NLD     | RIAA | CRIA     | Альбом           |
| ---- | ------------------------------- | ------- | ------- | ------- | ------- | ------- | ------- | ------- | ------- | ---- | -------- | ---------------- |
| 2003 | «I Hate Everything About You»   | 55      | 4       | 2       | —       | 28      | 1       | 22      | 84      | Gold |          | Three Days Grace |
| 2003 | «Just Like You»                 | 55      | 1       | 1       | —       | —       | 1       | —       | —       | —    |          | Three Days Grace |
| 2004 | «Home»                          | 90      | 2       | 7       | —       | —       | —       | —       | —       | —    |          | Three Days Grace |
| 2006 | «Animal I Have Become»          | 60      | 1       | 1       | —       | —       | —       | —       | —       | Gold | Platinum | One-X            |
| 2006 | «Pain»                          | 44      | 1       | 1       | —       | —       | 52      | —       | —       | Gold | Platinum | One-X            |
| 2007 | «Never Too Late»                | 71      | 1       | 2       | —       | 12      | 30      | —       | —       | Gold |          | One-X            |
| 2007 | «Riot»                          | —       | 12      | 21      | —       | —       | 65      | —       | —       | —    |          | One-X            |
| 2009 | «Break»                         | 73      | 1       | 4       | 1       | —       | 26      | —       | —       | —    |          | Life Starts Now  |
| 2010 | «The Good Life»                 | 101     | 1       | 4       | 1       | —       | 52      | —       | —       | —    |          | Life Starts Now  |
| 2012 | «Chalk Outline»                 | —       | —       | —       | —       | —       | —       | —       | —       | —    | —        | Transit of Venus |
| 2014 | «Painkiller»                    | —       | —       | —       | —       | —       | —       | —       | —       | —    | —        | Human            |
| 2014 | «I Am Machine»                  | —       | —       | —       | —       | —       | —       | —       | —       | —    | —        | Human            |
| 2016 | «You Don’t Get Me High Anymore» | —       | —       | —       | —       | —       | —       | —       | —       | —    | —        | —                |
| 2020 | «Somebody That I Used to Know»  | —       | —       | —       | —       | —       | —       | —       | —       | —    | —        | —                |
| 2021 | «So Called Life»                | —       | —       | —       | —       | —       | —       | —       | —       | —    | —        | Explosions       |
| 2022 | «Neurotic (feat. Lukas Rossi)»  | —       | —       | —       | —       | —       | —       | —       | —       | —    | —        | Explosions       |
| 2022 | «Lifetime»                      | —       | —       | —       | —       | —       | —       | —       | —       | —    | —        | Explosions       |
| 2024 | «Mayday»                        | —       | —       | —       | —       | —       | —       | —       | —       | —    | —        | —                |

## Концертные альбомы
- Live at the Palace (2008)

## Видеоклипы
| Год  | Название                       | Режиссёр              |
| ---- | ------------------------------ | --------------------- |
| 2003 | «I Hate Everything About You»  | Scott Winig           |
| 2003 | «Just Like You»                | Scott Winig           |
| 2004 | «Home»                         | Dean Karr             |
| 2006 | «Animal I Have Become»         | Dean Karr             |
| 2006 | «Pain»                         | Tony Petrossian       |
| 2007 | «Never Too Late»               | Tony Petrossian       |
| 2009 | «Break»                        | P. R. Brown           |
| 2010 | «The Good Life»                | -                     |
| 2013 | «Chalk Outline»                | -                     |
| 2013 | «Misery Loves My Company»      | -                     |
| 2015 | «I Am Machine»                 | -                     |
| 2015 | «Human Race»                   | Mark Pellington       |
| 2015 | «Fallen Angel»                 | -                     |
| 2018 | «The Mountain»                 | Sean L. T. Cartwright |
| 2020 | «Somebody That I Used To Know» | Mike Filsinger        |
| 2022 | «I Am The Weapon»              | -                     |
| 2024 | «Mayday»                       | Circus Head           |